# Giovanni Gradenigo (Doge)

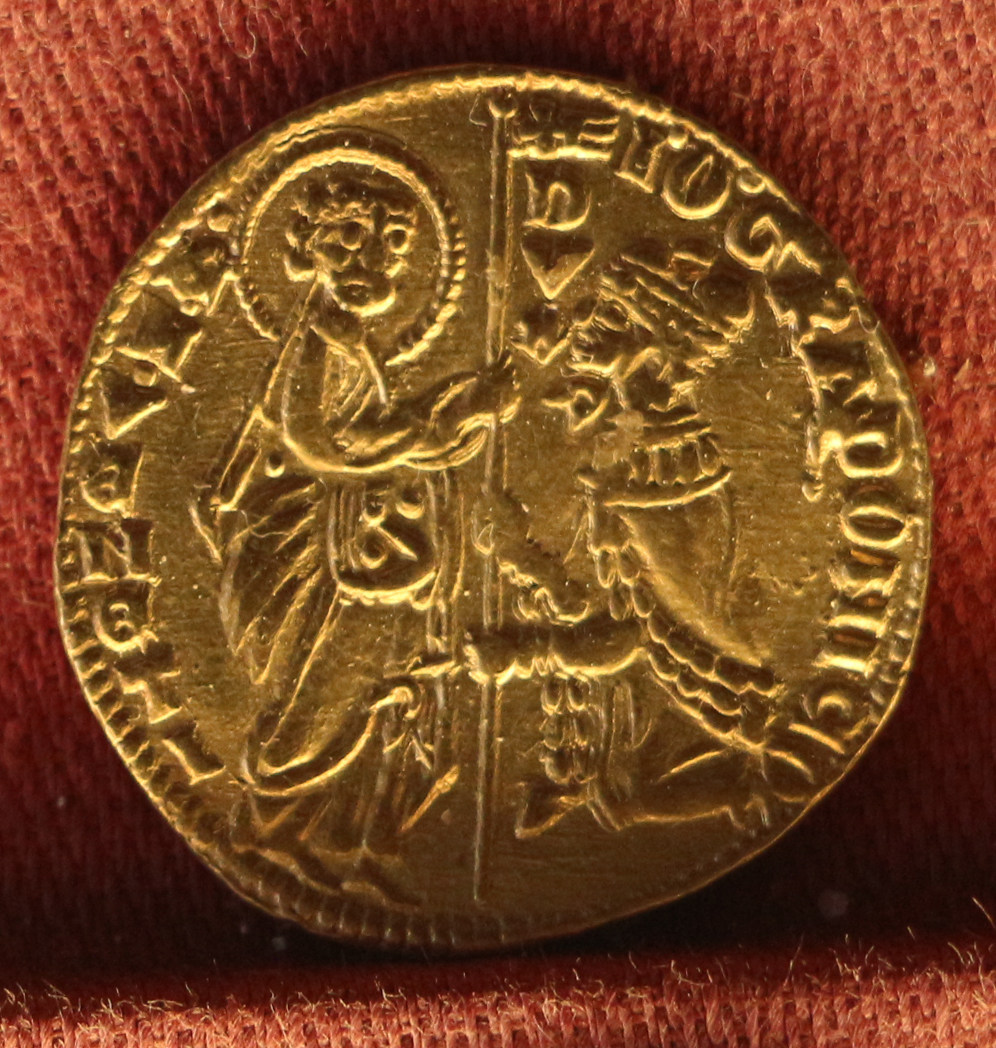
Goldener Zecchino, auch Dukaten genannt, geprägt unter „Io^{.} Gradonico Dvx“. Neben dem Dogen steht der am Nimbus erkennbare Heilige und Evangelist Markus, Museo Correr, Venedig.

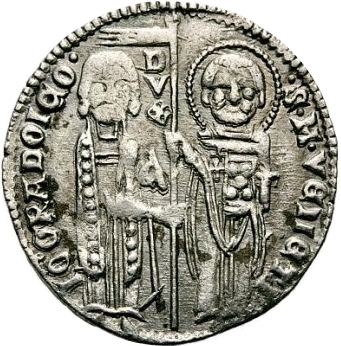
Ebenfalls unter Giovanni Gradenigo („Io.Gradoico“) geprägter Grosso, eine ausschließlich für den Binnenhandel und das Kolonialreich geprägte Silbermünze

Giovanni Gradenigo (* um 1279 in Venedig; † 8. August 1356 ebenda), wegen seiner ungewöhnlich großen Nase Nason genannt, war, folgt man der staatlich gesteuerten Geschichtsschreibung der Republik Venedig, ihr 56. Doge. Er amtierte von seiner Wahl am 21. April 1355 bis zu seinem Tod, weniger als sechzehn Monate später.
Während dieser kurzen Zeit konnte Venedig zwar Frieden mit Genua und Mailand schließen, doch andererseits entbrannte ein Krieg mit Ungarn, mit Görz und dem Patriarchen von Aquileia, dessen Ende der Doge nicht mehr erlebte. In dem handels- und wirtschaftspolitischen Streit innerhalb Venedigs, der seit Jahren um die Frage der Finanzierung und Lastenverteilung aus Kriegs- und Versorgungsaufgaben tobte, und der den vorherrschenden Adel zu spalten drohte, hatte der Doge wohl keinerlei Einfluss.
Seinen Aufstieg verdankte Gradenigo nicht nur seiner Standeszugehörigkeit, sondern auch einer Reihe bedeutender Ämter und Gesandtschaftsreisen, darunter in Rom und Konstantinopel, aber auch auf dem oberitalienischen Festland und auf der Halbinsel Istrien. Bei der Niederschlagung einer Verschwörung, nämlich der unter dem Dogen Marino Falier im Jahr 1355, spielte Gradenigo eine zentrale Rolle. In aller Eile wurde er zum Nachfolger des hingerichteten Dogen gewählt, obwohl er auf die 80 Jahre zuging und schwer krank war.

## Herkunft und Familie
Die Familie Gradenigo gehörte zu den bedeutendsten und ältesten, den apostolischen Familien Venedigs. Vor Giovannis Wahl waren zwei weitere Mitglieder der Familie Dogen: Pietro (1289–1311) und Bartolomeo Gradenigo (1339–1342). Aluycha Gradenigo, später auch Ludovica genannt, war mit seinem Vorgänger Marino Falier verheiratet.
Sein Vater Marino Gradenigo di Marco war ein Bruder des Dogen Pietro Gradenigo, seine Mutter Maria war eine Tochter des Dogen Giovanni Dandolo. Marino Gradenigo hatte zahlreiche politische und diplomatische Aufgaben zu bewältigen. So war er mehrfach im Kleinen Rat und im Senat (Pregadi), dann war er von 1278 bis 1280 Duca di Candia, also venezianischer Gouverneur der Insel Kreta, erneut von 1282 bis 1283. Dort starb er auch und wurde in der Kirche San Marco in Candia beigesetzt.
Giovanni Gradenigo, geboren um 1279, hatte mindestens drei Brüder namens Luca, Tommaso und Michele; von Schwestern erfahren wir nichts, da Marco Barbaro, wie in den meisten Fällen, über diese schweigt.
Giovanni war zweimal verheiratet und hatte vier Töchter und fünf Söhne. Die erste Frau war Adriana Borromeo, von der zweiten ist nur der Vorname Felipa bekannt, der Name ihrer Familie ist nicht überliefert. Die Söhne hießen Marino, Pietro, Luca, Tommaso und Orso, die Töchter Caterina, Cristina, Angioletta und Marchesina.
Wohl in Folge des exzessiven Nepotismus des Dogen Bartolomeo Gradenigo und der entsprechenden Versuche der Republik diese Möglichkeiten, die eigene Verwandtschaft zu fördern, einzudämmen, war es für die Söhne Giovannis nicht einfach, Karriere zu machen. Luca saß mehrfach im Rat der Zehn und im Kleinen Rat, wo Marino ebenfalls erscheint. Dazu war er Savio agli Ordini, Kastellan von Koron und Modon in den Jahren 1358 bis 1359, aber auch auf weiteren Posten der Republik.
Hingegen war jener Pietro, den Cappellari als Conte von Traù identifizierte, ein Sohn des Bartolomeo. Der gleichnamige Sohn Giovannis starb vor seinem Vater, wie sich aus dem Testament vom 7. Januar 1353 entnehmen lässt, das der Notar Vettore Gaffaro aufgesetzt hatte. Giovanni sollte zu dieser Zeit als Rettore nach Capodistria gehen. Giovanni setzte als Testamentsvollstreckerin seine Frau Felipa ein, ebenso wie seine Tochter Caterina sowie die Söhne Marino, Orso, Tommaso und Luca, ohne Pietro zu erwähnen.
Als Gemeinden, in denen die Familie residierte werden S. Polo, S. Stae, S. Marco und S. Stefano genannt.

## Ämterlaufbahn
Wie so häufig in Venedig, so erschwert die Namensgleichheit mit Zeitgenossen Giovanni Gradenigos die sichere Identifizierung der in Dokumenten erscheinenden Personen. So gab es neben ihm einen Giovanni, Sohn des Dogen Bartolomeo, dann einen Giovanni aus der Gemeinde S. Vidal und einen Giovanni, Sohn eines Nicolò, der allerdings deutlich jünger war.

### Gesandter (ab 1319),Comes(ab 1329),Sapiens
Das früheste fassbare Amt, das Giovanni Gradenigo bekleidete, war das eines Gesandten nach Ferrara. Die Reise dorthin trat er 1319 zusammen mit Giovanni Valaresso an. Als einigermaßen gesichert gilt seine Gegenwart im dalmatischen Traù, wo er das Amt eines Conte im Jahr 1329 führte. Dabei gelang es ihm mit seiner Erfahrung und seinen juristischen Vorkenntnissen im venezianischen wie im römischen Recht einen Streit zwischen dem Bischof von Spalato und dem örtlichen venezianischen Rettore beizulegen.
Diese Kenntnisse und Fähigkeiten waren eine wichtige Voraussetzung für die Berufung als provveditore oder savio etwa bei den Savi del Collegio, bei denen komplexe Fragestellungen auch im Rahmen der auswärtigen Politik vorbereitet und bei den Pregadi vorgetragen wurden. Auch lag es häufig bei ihnen, „mettere parte“, also per Mehrheitsentscheid einen Beschluss zu treffen. Gemeinsam mit Giovanni Venier beriet er im März und April 1332 in dieser Funktion über den Krieg auf der Halbinsel Istrien. Dort standen sich Venedig auf der einen Seite und Karl I. von Ungarn mit dem Patriarchen von Aquileia auf der anderen Seite gegenüber
Wieder am 4. Februar 1333 sollte durch eine solche pars eine fünfköpfige Kommission die rechtlichen Grundfragen der Verträge mit Savona und Genua vorentscheiden und den Senatoren vorstellen. Am 17. April wurde Gradenigo erneut berufen, in einer dreiköpfigen Kommission die Schreiben des Conte von Pola untersuchen.

### Gesandter am Papsthof (1333), Capo am höchsten Gerichtshof (1334), Kleiner Rat (1335, 1338)
Im November wurde Giovanni Gradenigo zum Gesandten an den päpstlichen Hof Johannes XXII. in Avignon gewählt. Der mit ihm reisende zweite Gesandte Andrea Baseggio starb allerdings auf der Reise dorthin. Die Gesandten sollten auch Philipp VI. von Frankreich treffen, mit dem Papst sollte eine Militärallianz zur Rückeroberung des Heiligen Landes geschlossen werden. Bei dieser Gelegenheit gestatteten die Pregadi dem Diplomaten, einen seiner Söhne – der Name wird nicht genannt – auf Kosten der Kommune mit auf die Reise zu nehmen.
In der Quarantia, einem, wie der Name sagt, 40-köpfigen Gerichtshof, führte er 1334 als Capo mehrfach den Vorsitz. Im Kleinen Rat saß er 1335 und 1338, wieder war er für die Pregadi als Savio im Mai 1336 tätig, dann im September 1337. In dieser Funktion taucht er erst im Mai 1349 und im Februar 1352 erneut auf.

### Bailòin Byzanz (1339–1340),Rettorevon Treviso (1340)
Im Winter von 1339 auf 1340 sowie im Frühjahr 1340 hielt er sich am Hof Kaiser Andronikos’ III. in Konstantinopel auf. Dort war er zugleich als Bailò und als Gesandter tätig. Er sollte die begonnenen Verhandlungen um die Verlängerung der üblichen Verträge zu Ende bringen, denn die byzantinische Hauptstadt war nach wie vor von größter ökonomischer Bedeutung. Auch ging es, wie so oft, um die Schäden, die Venezianer im Reich erlitten hatten.
Nach seiner Rückkehr im Sommer 1340 wurde er im Herbst zum Rettore von Treviso gewählt. Von dort ging er nach Padua, wohin ihn Ubertino da Carrara als Podestà gerufen hatte.

### Kleiner Rat (1344), diplomatische Reisen in Oberitalien
Im ersten Halbjahr 1344 saß Gradenigo wieder im Kleinen Rat, nahm aber 1347 erneut seine diplomatische Tätigkeit auf. Zunächst führte ihn diese zu Giacomo (II.) von Carrara, dem Signore von Padua. Zusammen mit Andrea Morosini sollte er Klage darüber führen, dass der Signore entgegen den Abmachungen mit Venedig dem König von Ungarn den Durchmarsch durch sein Territorium gestatten wollte. Gemeinsam mit Pietro Trevisan, Marino Grimani, Marco Dandolo, Andrea Soranzo und Tommaso, dem Sohn seines Bruders Luca und damit Neffen, sollte er Ludwig I. von Anjou huldigen, der sich auf dem Marsch durch venezianisches Gebiet nach Neapel befand. Damit tat sich für Venedig eine gefährliche Konstellation auf, denn Ludwig drohte zum Herrscher auf beiden Seiten der Adria zu werden. Damit aber kontrollierte er die Haupthandelsstraße Venedigs ins östliche und zunehmend auch ins westliche Mittelmeer.
Am 5. Februar 1349 sollte Giovanni Gradenigo eine Entscheidung über die diplomatisch angemessen Repräsentanz, durch die man Giovanni Visconti, dem Herrn Mailands, sein Mitleid wegen seines am 21. Januar verstorbenen Bruders Luchino aussprechen solle. Diesmal reiste er mit Giovanni Contarini magnus und Giovanni Mocenigo in die Lombardei.
Im selben Jahr verhandelte er mit fünf Kollegen mit dem päpstlichen Legaten, der sich in Verona aufhielt, und der auf dem Weg nach Venedig war. Dann wurde er erneut zum Gesandten gewählt, obwohl er sich diesen Strapazen offenbar nicht mehr gewachsen fühlte. Diesmal reiste er zusammen mit Nicolò Pisani und Filippo Orio an den Hof des ungarischen Königs.

### Verbleib in Venedig (1349–1353),Avogador di Comun(1350),Podestàvon Capodistria (1353)
Im März 1350 sollte er zu Papst Clemens VI. und damit erneut nach Avignon reisen. Da er aufgrund seines fortgeschrittenen Alters und wegen seiner Gesundheit absagen musste, hätte er, wie üblich bei solchen Absagen, dafür eine hohe Strafe zahlen müssen, doch diese wurde ihm erlassen. Dies wiederholte sich anlässlich einer diplomatischen Reise ins Friaul, als die Pregadi am 18. Juni seine Absage akzeptierten.
Er blieb nun in Venedig und wurde im März 1350 für ein Jahr zum Avogador di Comun gewählt. Im Januar 1353 wurde er zum Podestà von Capodistria gewählt, wobei er zu diesem Zeitpunkt dem Notar Vettore Gaffaro seinen letzten Willen diktierte.

## Der Umsturzversuch des Marino Falier (1355)
Nach der Auffassung von Marino Sanuto war Giovanni Gradenigo neben Nicolò Lion einer der ersten, die von dem Komplott unter Führung oder Beteiligung des Dogen Marino Falier hörten. Die Hintergründe, Ursachen und Auslöser werden seit jeher diskutiert und verschieden dargestellt.
Die beiden Männer erhielten zusammen mit Marco Corner die Aufgabe, die inquisitorischen Aufgaben des Rates der Zehn zu steuern. Dies geschah aus einem Zusatzgremium heraus, einer Zonta, die auf ihre Initiative zurückging. Damit bestand möglicherweise die Gelegenheit, die gesellschaftlichen Spannungen, die durch die Abschottung der mächtigsten Familien gegen Aufsteiger, wie sie schon Pietro Gradenigo gewollt hatte, endgültig durchzusetzen.

## Das Dogenamt

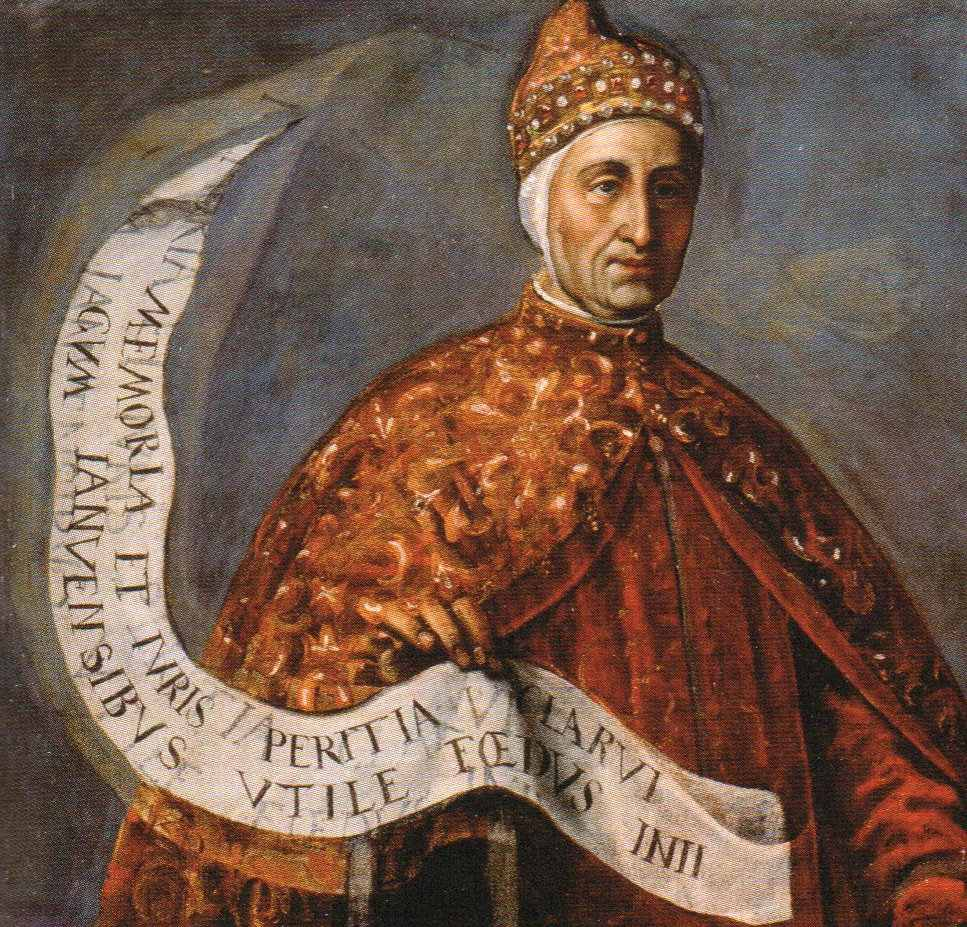
Darstellung des Dogen im Saal des Großen Rates im Dogenpalast; vgl. Dogenporträts im Dogenpalast

### Wahl
Giovanni Gradenigos Wahl fand am 21. April 1355 in aller Eile statt, da man offenbar nach der Hinrichtung seines Vorgängers wegen Hochverrats schnell wieder geordnete Verhältnisse herstellen wollte. Dabei nahm man in Kauf, dass Gradenigo in fortgeschrittenem Alter und krank war. Er selbst war einer der Korrektoren der promissione ducale, des eidlichen Versprechens, das jeder Doge abzugeben hatte, und das zu jeder Wahl überarbeitet wurde; und er gehörte zu den 41 Elektoren des letzten und entscheidenden Wahlgangs.

### Frieden mit Mailand und Genua, Kriegsbeginn gegen Ungarn (bis 1381)
Ihm standen äußerst schwierige Aufgaben bevor. Seine erste Tat war es allerdings, die Folgen des Umsturzversuches schnellstmöglich zu überwinden.
Venedig stand im Krieg mit Genua und Mailand, und die seit langem zerstrittene Stadt hatte gerade einen Umsturzversuch hinter sich. Es gelang unter seiner Herrschaft, mit den äußeren Feinden einen Frieden zu schließen.
Andererseits zeichnete sich seit geraumer Zeit eine militärische Auseinandersetzung mit Ludwig von Ungarn ab. Der Ungarnkrieg wurde vor allem von Aquileia und Francesco da Carrara betrieben, der die Truppen durch venezianisches Gebiet vor Treviso führte. Den Fortgang dieses langen Krieges, der erst 1381 mit dem Frieden von Turin sein vorläufiges Ende fand, sollte der Doge nicht mehr erleben. Aber gleich zum Auftakt versagten alle diplomatischen Mittel Gradenigos.
Immerhin konnte der Kriegszustand durch den Frieden von Zadar am 18. Februar 1358 unterbrochen werden, wobei Venedig für ein halbes Jahrhundert Dalmatien verlor. 1409 kaufte die Republik Dalmatien für 100.000 Dukaten.

### Staatsfinanzen

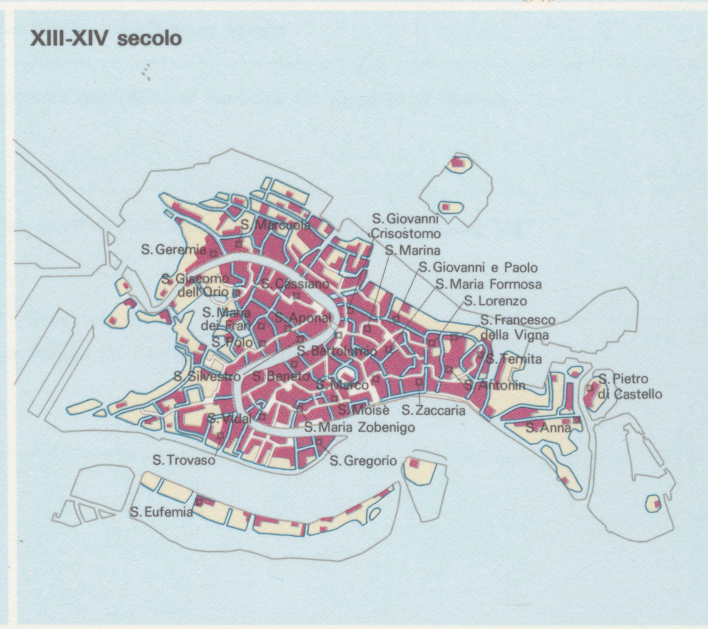
Karte der Inseln Venedigs im 13./14. Jahrhundert

Die Finanzierung der beiden Hauptaufgaben, der Kriegführung und der Versorgung Venedigs mit Lebensmitteln, war in Venedig seit Jahren ein heftiger Streitpunkt, hinter dem sich grundsätzliche Konflikte zeigten. Denn in Venedig war das Patriziat mit scharfen internen Auseinandersetzungen über die zukünftige Machtbeteiligung und die Ausrichtung der Wirtschaftspolitik beschäftigt. Auf der einen Seite standen die „Oltranzisti“, die entschlossen waren, die wirtschaftliche und politische Vorherrschaft einer sehr kleinen oligarchischen Gruppe durchzusetzen. Ihnen gegenüber standen die „Moderati“, die Gemäßigten, die für die Partizipation einer sehr viel größeren Gruppe standen. Ein Interesse, an dem Prinzip einer Vorherrschaft des Adels und des Ausschlusses aller anderen Gesellschaftskreise aus dem politischen Bereich und aus großen Teilen der Wirtschaft, etwas zu ändern, bestand weder auf der einen, noch auf der anderen Seite. Aber den Moderaten lag daran, ausländisches Kapital, wenn auch nur unter bestimmten Bedingungen, zuzulassen, ebenso wie Geldeinlagen ausländischer Potentaten. Außerdem wollten sie zur Finanzierung auch die Vermögenden verstärkt heranziehen, etwa durch Abgaben auf ihre Waren. Dagegen wandte sich eine einflussreiche Gruppe um Pietro Zane. 1351 gelang es den „Oltranzisti“ mit Hilfe des Großen Rates, die Rogadia, die für eine Belastung der großen Vermögen stand, in dieser Hinsicht kaltzustellen. Damit begann jedoch eine lange Kette von riskanten Kreditaufnahmen der staatlichen Einrichtungen.
Mit der fortdauernden politischen Vorherrschaft der gegenüber ausländischem und nichtadligem Kapital eingestellten Kreise, verminderte die Politik der an einem venezianischen Handelsmonopol interessierten „Protektionisten“ die Erhöhung des Handelsvolumens ausländischer Unternehmer durch die Wiedereinführung einer umstrittenen Abgabe am Fondaco dei Tedeschi. Symptomatisch ist das Verbot von Seidenimporten aus jenseits der Alpen gelegenen Gebieten. Auch verlangte man einen hohen Einfuhrzoll für Waren aus Oberitalien. Im Gegensatz dazu ließen die Protektionisten ihre jährlichen Schiffskonvois wieder von jeder Abgabe befreien.
Venedig war am Ende des Krieges in höchstem Maße verschuldet. Bereits am 19. Mai 1355 wurde der Camera frumenti, die für die Versorgung der Stadt mit Weizen, aber auch Hirse verantwortlich war, gestattet, Kredite bis zu einer Höhe von 50.000 Dukaten aufzunehmen. Die Getreidekammer, die ja auch keine Kredite aus dem Ausland aufnehmen durfte, sah sich gezwungen, sich von der Rogadia erneut Kreditaufnahmen genehmigen zu lassen, nämlich am 28. Dezember 1355 im Umfang von 40.000 und am 13. März 1356 nochmals im Umfang von 10.000 Dukaten. Schließlich hatte die Getreidekammer zwischen dem 19. Mai 1355 und dem 13. März 1356 insgesamt über 100.000 Dukaten an Krediten aufgenommen – eine Summe, für die Venedig 1409 Dalmatien erwarb.
Dennoch brachte die Beendigung des Krieges immerhin große Erleichterungen für die Zeichner von Anleihen, mit denen seit dem späten 12. Jahrhundert die Vermögenden an Sonderausgaben beteiligt wurden. Denn schon bald waren aus den freiwilligen Anleihen Zwangsanleihen geworden. Nach Kriegsende wurden diejenigen, die vor der Eintreibung dieser Anleihen geflohen waren, von der Verpflichtung befreit, alle inzwischen angefallenen Zwangsanleihen nachzukaufen.
Der Doge starb bereits am 8. August 1356 in Venedig, als die feindlichen Truppen unweit des Lagunenrandes lagerten. Der Chronist Raphaynus de Caresinis urteilte: „Hic sapientia et aetate maturus, profundissimae memoriae fuit, iuris comunis et municipalis eruditissimus, Rem publicam summe dilexit“.

## Grabmal
Er wurde im Kapitelsaal der Frari-Kirche, wie Sanudo berichtet, ohne Epitaph und ohne Insignien seines Amtes begraben. Das vergoldete Grabmal ist nicht erhalten. Allerdings entstand durch Jan van Grevenbroeck (auch: Giovanni Grevembroch) im Jahr 1754 eine Darstellung des zu dieser Zeit nicht mehr vollständigen Grabmals.

### Rechtsetzende Quellen
- Antonino Lombardo (Hrsg.): Le deliberazioni del Consiglio dei XL della Repubblica di Venezia, 3 Bde., Venedig 1957–1967, Bd. I (1342–1344), Venedig 1957, n. 204, S. 61 f.; Bd. II, Venedig 1958 (1347–1350), n. 162, S. 47 f., n. 396, S. 121, n. 441, S. 136.
- Roberto Cessi, Paolo Sambin (Hrsg.): Le deliberazioni del Consiglio dei Rogati (Senato), "Serie Mixtorum", Bd. I, Libri I–XIV, Venedig 1960, S. 255, 399; Roberto Cessi, Mario Brunetti (Hrsg.): Bd. II, Libri XV–XVI, Venedig 1961, n. XVI, S. 5 f., 19, 29, 115, 193, 211, 218, 227, 229, 252, 269, 271, 317, 327, 335.
- Staatsarchiv Venedig, Consiglio dei dieci, Deliberazioni miste, reg. 6, f. 69r, 70r, 74r–76r.
  - Maggior Consiglio, Deliberazioni, Liber Spiritus, f. 110v.
  - Maggior Consiglio, Deliberazioni, Liber Novella, f. 38r.
  - Segretario alle Voci, Universi, reg. 1, f. 2v.
  - Senato, Deliberazioni miste, Rubricari, reg. XII, f. 61r.
  - Senato, Deliberazioni miste, reg. 15, f. 2r–v, 15r, 24v–25r, 114r, 135v; reg. 16, f. 11v, 42r, 55r, 60v, 65r, 67v, 86v, 156v, 159r, 197v, 201r, 204r; reg. 17, f. 107v, 152v, 211r, 216r; reg. 19, f. 136v, 208v; reg. 22, f. 21r, 51r–53r, 54r–v, 63r–v, 81v; reg. 24, f. 204v; reg. 25, f. 2v–3r, 34r, 115r; reg. 26, f. 7r, 58r, 88r, 90v, 100v, 103v, 240r; reg. 28, f. 185v.
  - Senato, Sindicati, reg. 1, f. 26v–27r, n. 80.
  - Archivio notarile, Testamenti, Notaio Rafayno de Caresinis, b. 483 n. 84 und Notaio Vettore Gaffaro, b. 540 n. 79 sowie Commemoriali, reg. III, f. 99r, 100r.
- Museo Correr, Codd. Cicogna, 3782: G. Priuli, Li pretiosi frutti del Maggior Consiglio…, II, f. 103v.
- Marin Sanuto. Vitae ducum Venetorum, in: Lodovico Antonio Muratori, Rerum Italicarum Scriptores, XXII, Mailand 1733, Sp. 632–634, 636, 641.
- Ester Pastorello (Hrsg.): Raphaynus de Caresinis, Chronica, in: Rerum Italicarum Scriptores, 2. Aufl., XII, 2, S. 11.
- Riccardo Predelli (Hrsg.): I Libri commemoriali della Repubblica di Venezia. Regesti, Bd. II, Venedig 1878, n. 321, S. 54, n. 241, S. 57.
- Georg Martin Thomas: Diplomatarium Veneto-Levantinum sive Acta et Diplomata Res Venetas Graecas atque Levantis illustrantia, 2 Bde., Venedig 1880/1899, Nachdruck New York 1966, Bd. I, Venedig 1880, S. 244, 253, 258, Bd. II, Venedig 1899, S. 3, 28, 39 f.
- Freddy Thiriet (Hrsg.): Délibérations des assemblées vénitiennes concernant la Romanie, Bd. I: 1160–1363, Paris 1966, n. 477, S. 194.
- Freddy Thiriet (Hrsg.): Régestes des déliberations du Sénat de Venise concernant la Romanie, Bd. 1 (1329–1399), Paris 1958, n. 98, S. 42.
- Aleksandra V. Chirkova, Evgeny A. Khvalkov: The Venetian Lettere Ducali from the Western European Section of the Historical Archive of the Saint Petersburg Institute of History of the Russian Academy of Sciences, Fourteenth to Mid-Sixteenth Centuries (An Archaeographic Commentary), in: Higher School of Economics Research Paper No. WP BRP 173/HUM/2018 (unveröffentlichte lettere ducali (minori) aus der Sammlung Nikolay Petrovich Likhachev (1862–1936), die sich im Petersburger Institut für die Geschichte der Russischen Akademie der Wissenschaften befindet und die die Zeit von 1354 bis 1547 betrifft, darin zwei Dogenbriefe des Giovanni Gradenigo: „WES, coll. 6, box 186, No 2, 3“, Editionsprojekt).

### Genealogien
- Staatsarchiv Venedig, Misc. codd., I, St. veneta, reg. 20: Marco Barbaro, Antonio Maria Tasca: Arbori de’ patritii veneti, f. 49, 67, 71, 95 (Fortsetzung der Famiglie nobile venete des Barbaro durch Tasca als Arbori dei patritii veneti ricoppiati con aggiunte di Antonio Maria Fosca, 7 Bde., reg. 17–23).
  - Misc. codd., I, St. veneta, reg. 32: G.A. Cappellari Vivaro, Campidoglio veneto, II, f. 582–584.

### Erzählende Quellen
- Roberto Cessi, Fanny Bennato (Hrsg.): Venetiarum historia vulgo Petro Iustiniano Iustiniani filio adiudicata, Venedig 1964, S. 245, 249, 285, 287, 308, 322.
- Roberto Pesce (Hrsg.): Cronica di Venexia detta di Enrico Dandolo. Origini - 1362, Centro di Studi Medievali e Rinascimentali «Emmanuele Antonio Cicogna», Venedig 2010, S. 144–149 (älteste Chronik in Volgare).
- Vittorio Lazzarini (Hrsg.): Daniele Chinazzo: Cronica dela guerra da Veniciani a Zenovesi, Venedig 1958, S. 20, 65–68, 185, 208 f., 225 (Chinazzo war Zeitzeuge, die Edition basiert auf einer 1439 entstandenen Kopie des Originals. Die Chronik wurde gleichfalls in Volgare verfasst, aber im Trevisaner Dialekt. Sie ist zugleich die detailreichste Chronik des Chioggia-Krieges.).
- Staatsarchiv Venedig, Misc. codd., I, St. veneta, reg. 56: Cronaca veneta [veneziana] dall'anno 1280 all'anno 1413 attribuita a Daniele Barbaro, f. 81v, 88r–v, 90r.
  - Misc. codd., I, St. veneta, reg. 63: Elenco dei dogi da Pauluccio ad Andrea Gritti, f. 45v.
  - Misc. codd., I, St. veneta, reg. 74: P[ietro]. Gradenigo, Memorie istorico-cronologiche spettanti ad ambasciatori della Serenissima Repubblica di Venezia spediti a vari principi, f. 6r, 60r, 107v, 172v, 306r, 329v.
  - Misc. codd., I, St. veneta, reg. 142: Cronaca Trevisan, f. 2v, 3v.
  - Misc. codd., III, Codici Soranzo, 21: Historia veneta scritta da Gio. Giacomo Caroldo… in forma di cronica dalla fondazione di Venetia sino l'anno 1361, f. 283r, 304v, 379r, 383v–384r, 385r–v.
- Francesco Sansovino: Venetia città nobilissima et singolare, Descritta in XIIII. libri, Venedig 1581, S. 570.
- Museo Correr, Codd. Cicogna, 2329: Storia delle famiglie venete…, f. 36v–37r.
  - Codd. Gradenigo, 133/I, f. 30r–31v, 35v, 37v, 71v.
- Biblioteca Marciana, Mss. it., cl. VII, 192 (= 8230), Vita del doge Bartolammeo Gradenigo scritta dal n.h. ser Piero Gradenigo qm Giacomo, S. 36.